# Ophidiasteridae
Ophidiasteridae è una famiglia di stelle marine, nell'ordine Valvatida.

## Generi
| - Andora A.M. Clark, 1967 -- 4 specie - Bunaster Döderlein, 1896 -- 4 specie - Certonardoa H.L. Clark, 1921 -- 1 specie - Cistina Gray, 1840 -- 1 specie - Copidaster A.H. Clark, 1948 -- 3 specie - Dactylosaster Gray, 1840 -- 1 specie - Devania Marsh, 1974 -- 1 specie - Dissogenes Fisher, 1913 -- 2 specie - Drachmaster Downey, 1970 -- 1 specie - Gomophia Gray, 1840 -- 4 specie - Hacelia Gray, 1840 -- 5 specie - Heteronardoa Hayashi, 1973 -- 2 specie - Leiaster Peters, 1852 -- 5 specie - Linckia Nardo, 1834 -- 9 specie - Narcissia Gray, 1840 -- 4 specie - Nardoa Gray, 1840 -- 9 specie - Oneria Rowe, 1981 -- 1 specie - Ophidiaster L. Agassiz, 1836 -- 24 specie - Pharia Gray, 1840 -- 1 specie - Phataria Gray, 1840 -- 2 specie - Plenardoa H.L. Clark, 1921 -- 1 specie - Pseudophidiaster H.L. Clark, 1916 -- 1 specie - Tamaria Gray, 1840 -- 18 specie | - Heteronardoa (Hayashi, 1973) -- 2 specie - Leiaster (Peters, 1852) -- 5 specie - Linckia (Nardo, 1834) -- 9 specie - Narcissia (Gray, 1840) -- 4 specie - Nardoa (Gray, 1840) -- 9 specie - Oneria (Rowe, 1981) -- 1 specie - Ophidiaster (L. Agassiz, 1836) -- 24 specie - Paraferdina (James, 1976) -- 2 specie - Pharia (Gray, 1840) -- 1 specie - Phataria (Gray, 1840) -- 2 specie - Plenardoa (H.L. Clark, 1921) -- 1 specie - Pseudophidiaster (H.L. Clark, 1916) -- 1 specie - Sinoferdina (Liao, 1982) -- 1 specie - Tamaria (Gray, 1840) -- 18 specie |

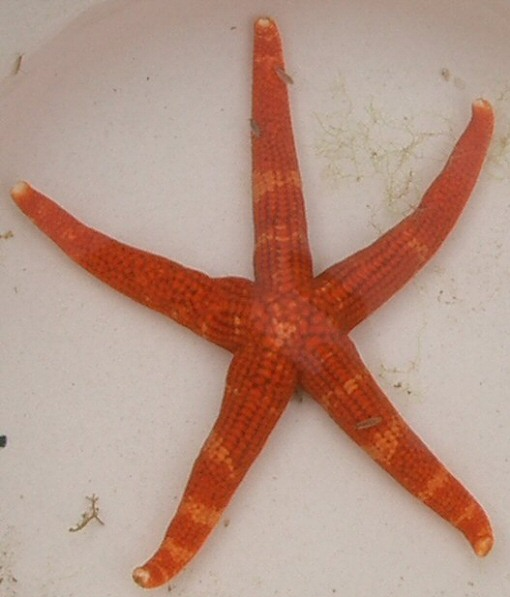
Certonardoa semiregularis
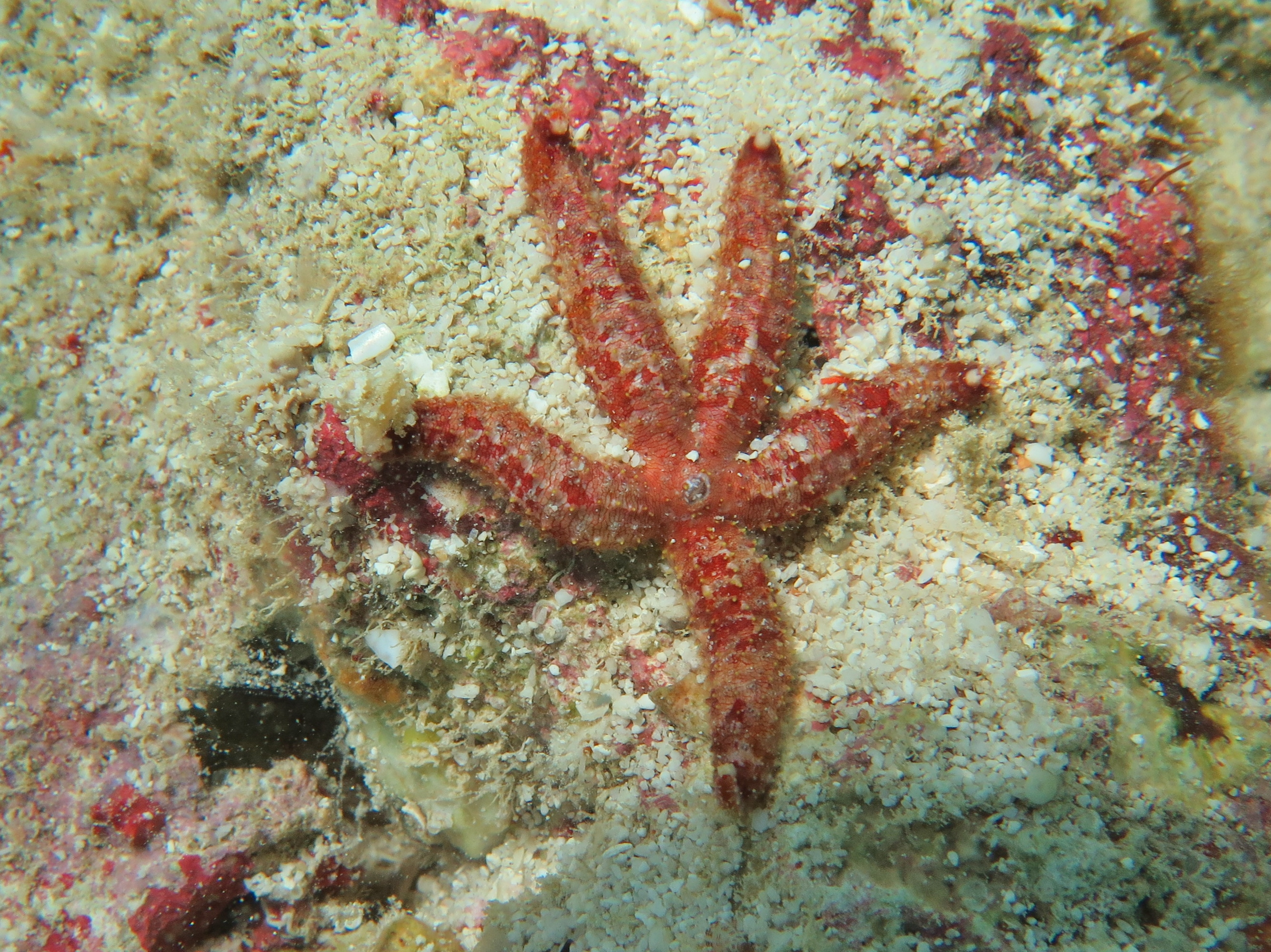
Cistina columbiae
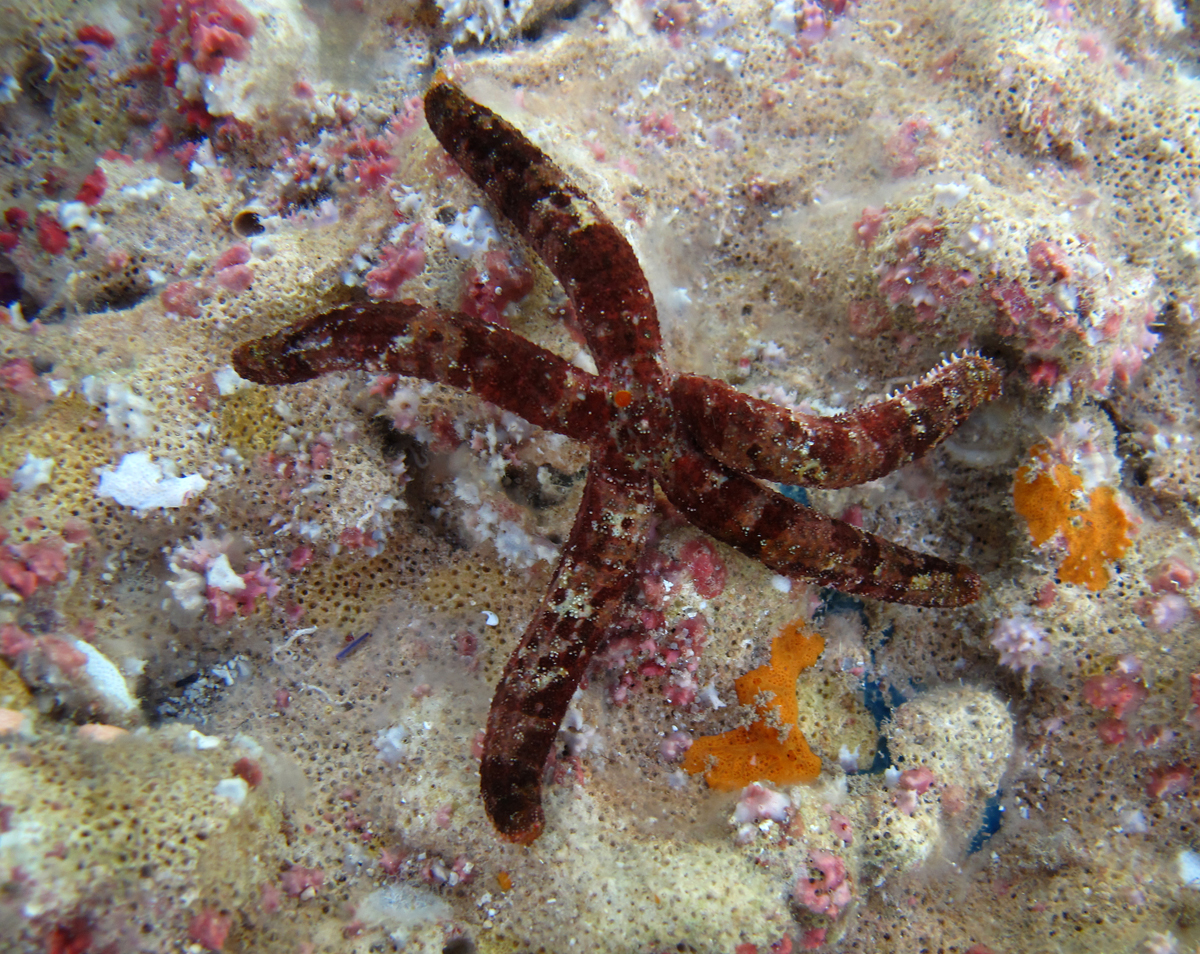
Dactylosaster cylindricus
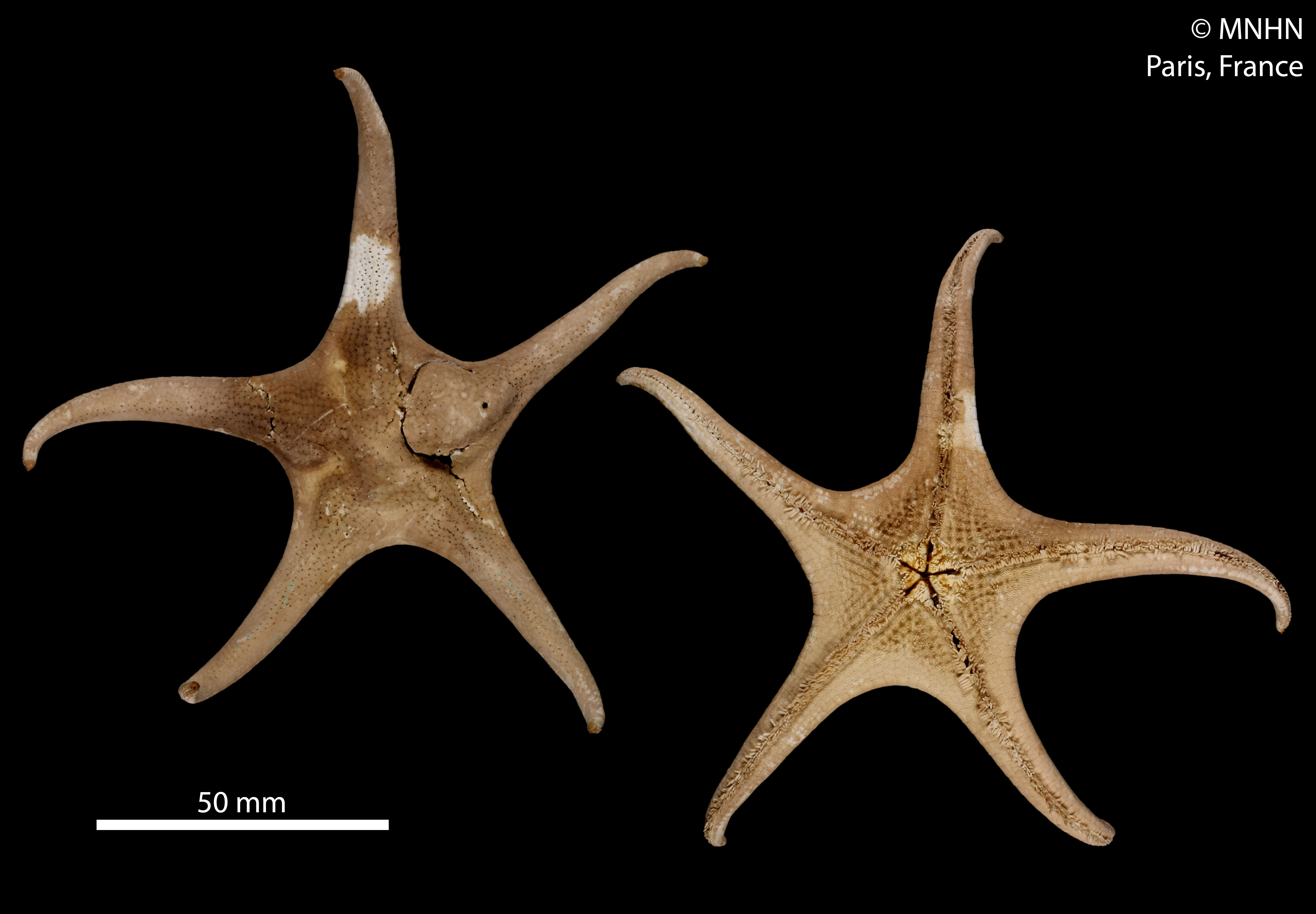
Dissogenes petersi
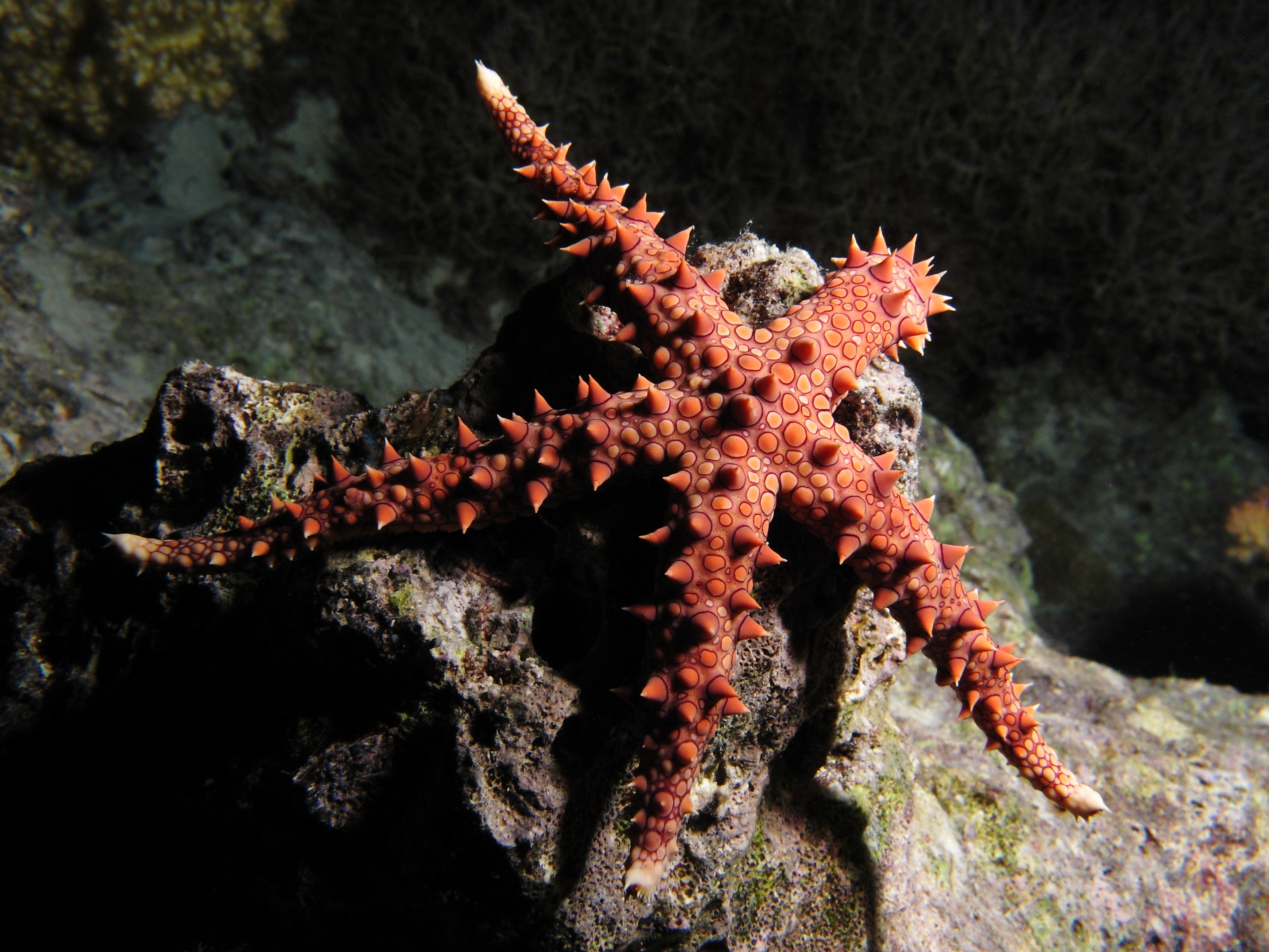
Gomophia egyptiaca
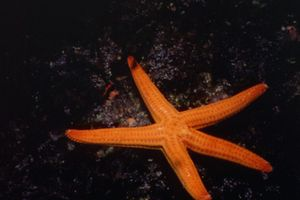
Hacelia attenuata
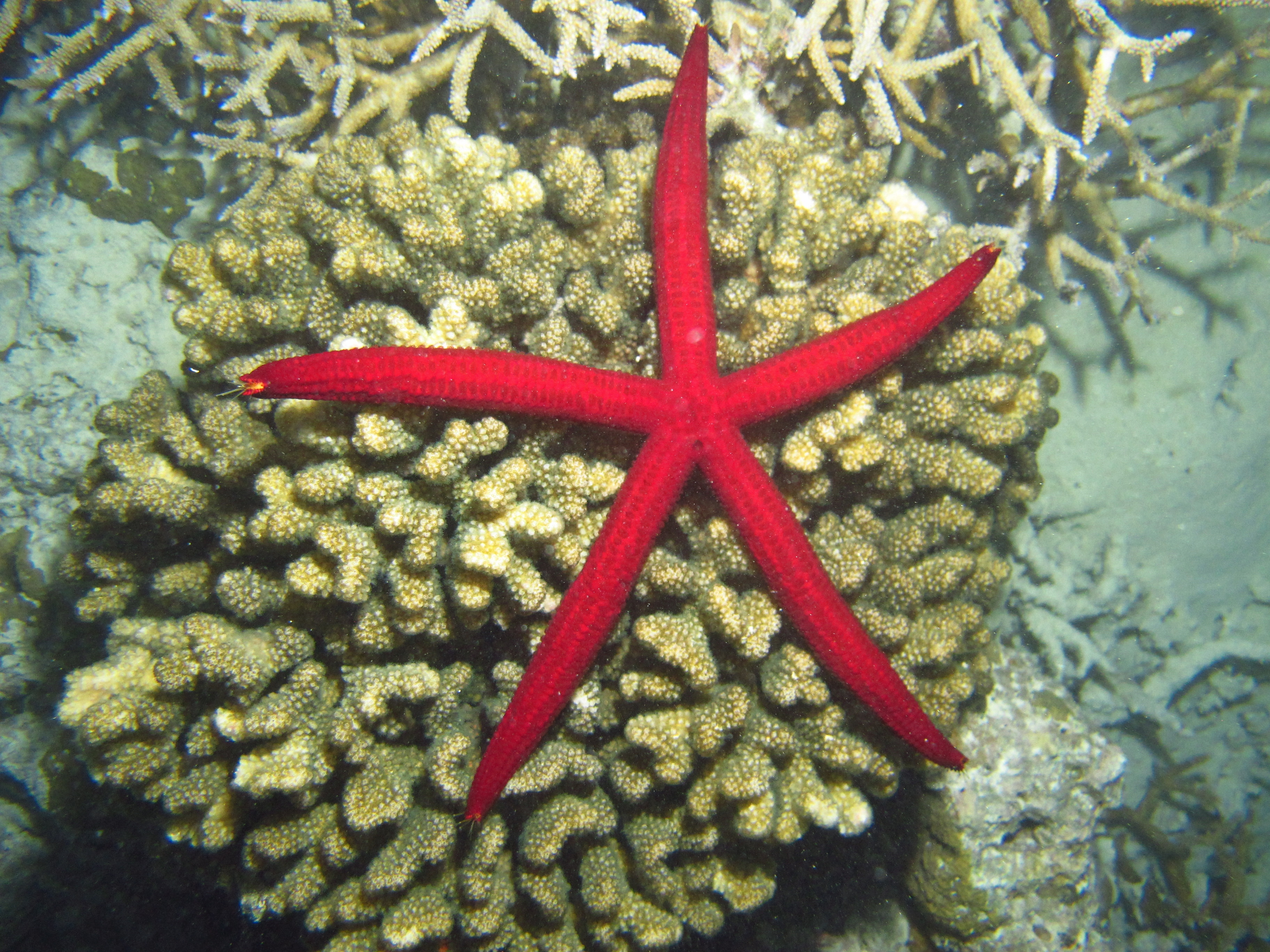
Leiaster speciosus
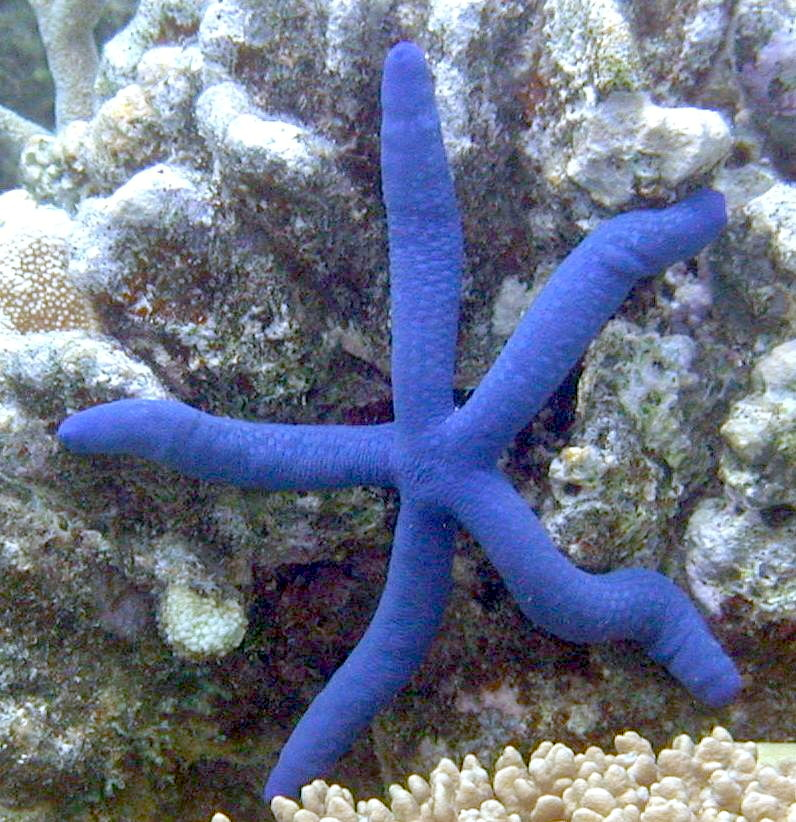
Linckia laevigata
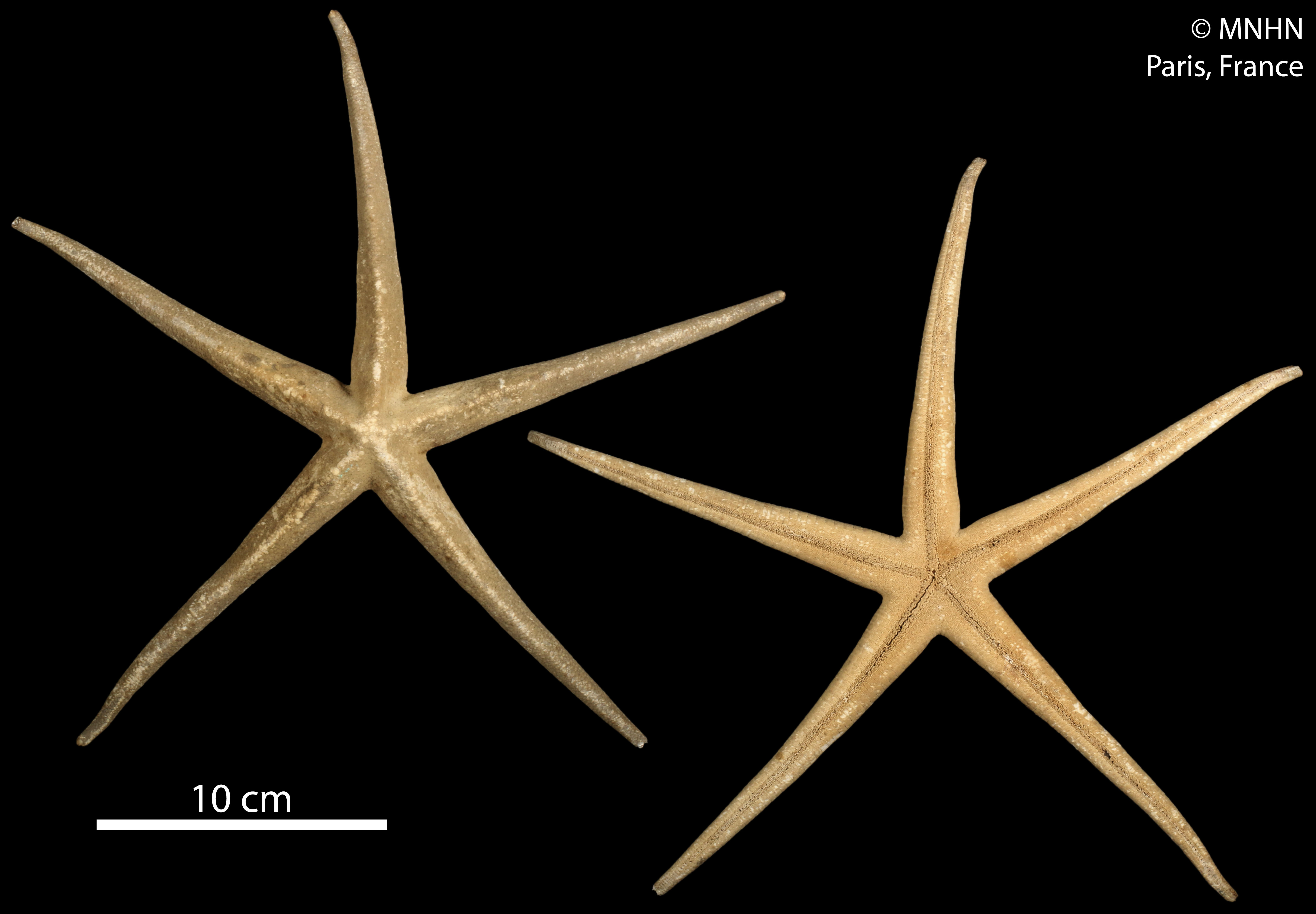
Narcissia canariensis
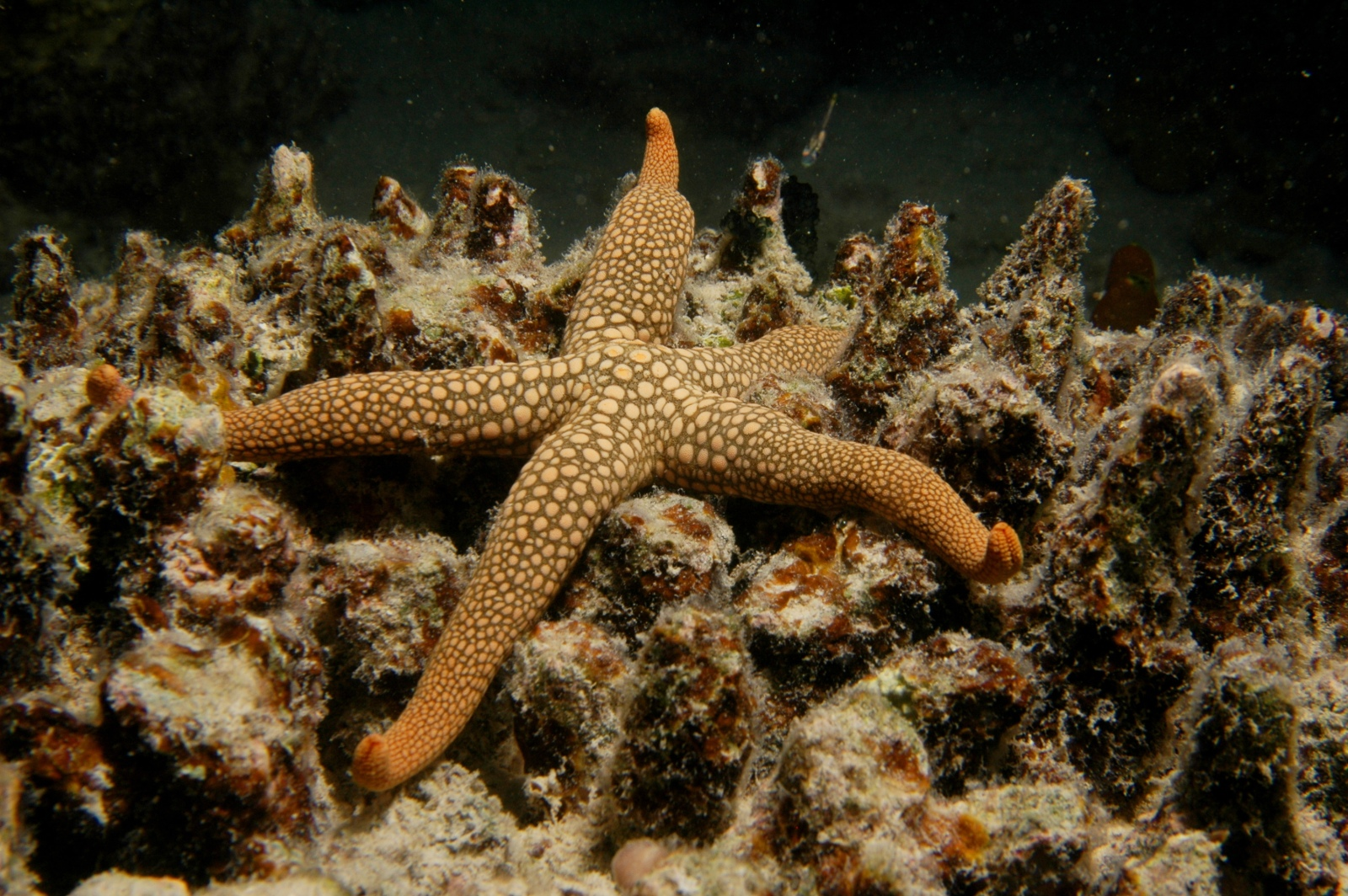
Nardoa novaecaledoniae
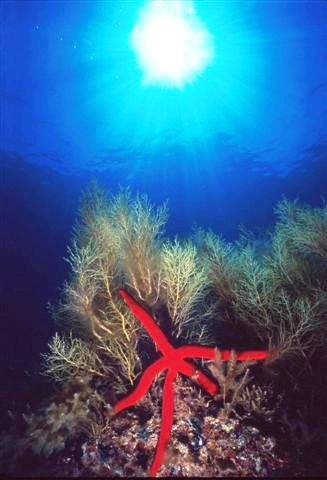
Ophidiaster ophidianus
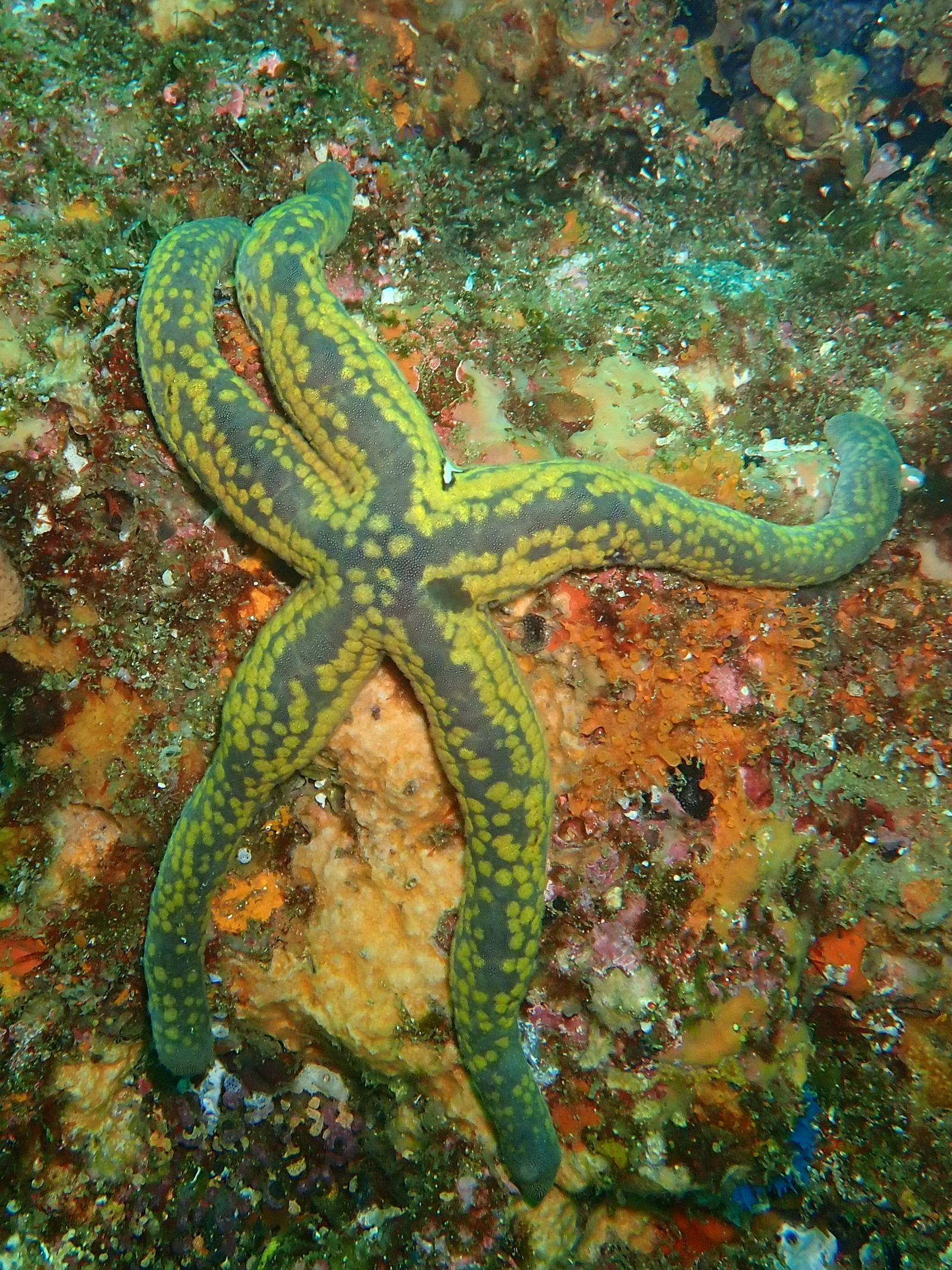
Pharia pyramidata
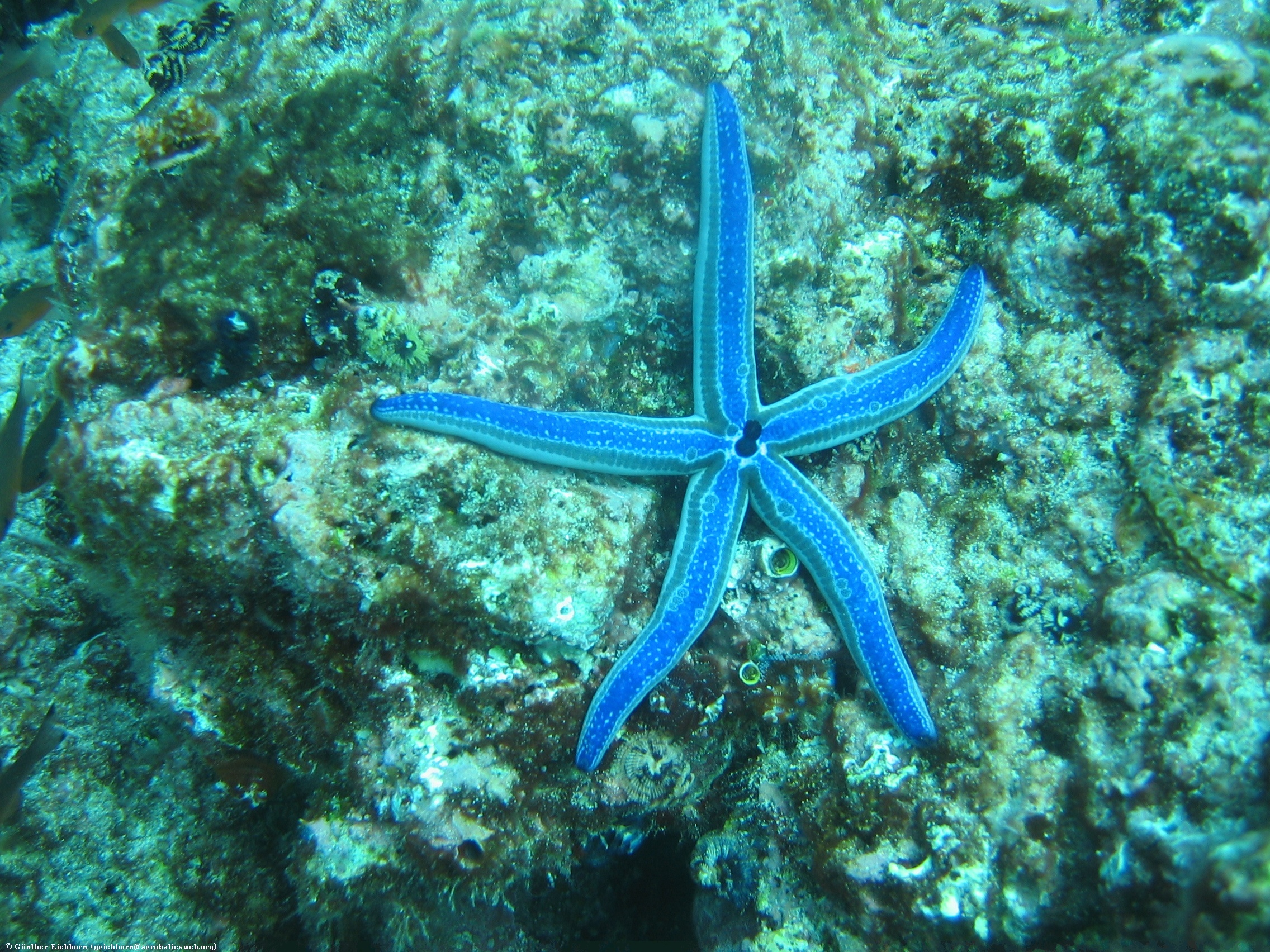
Phataria unifascialis
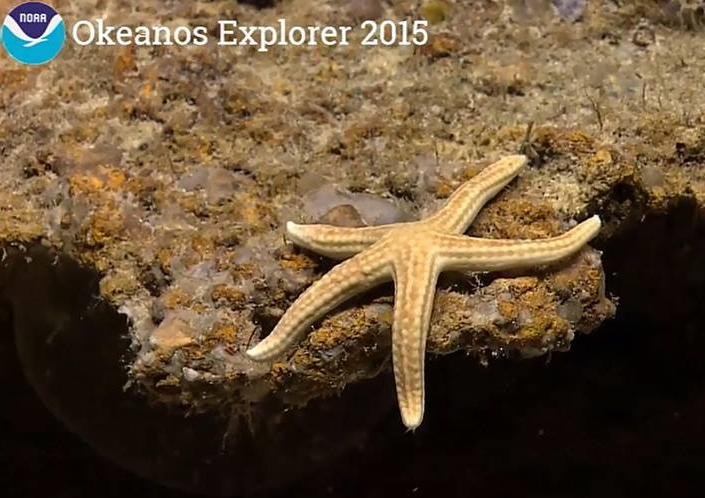
Tamaria halperni
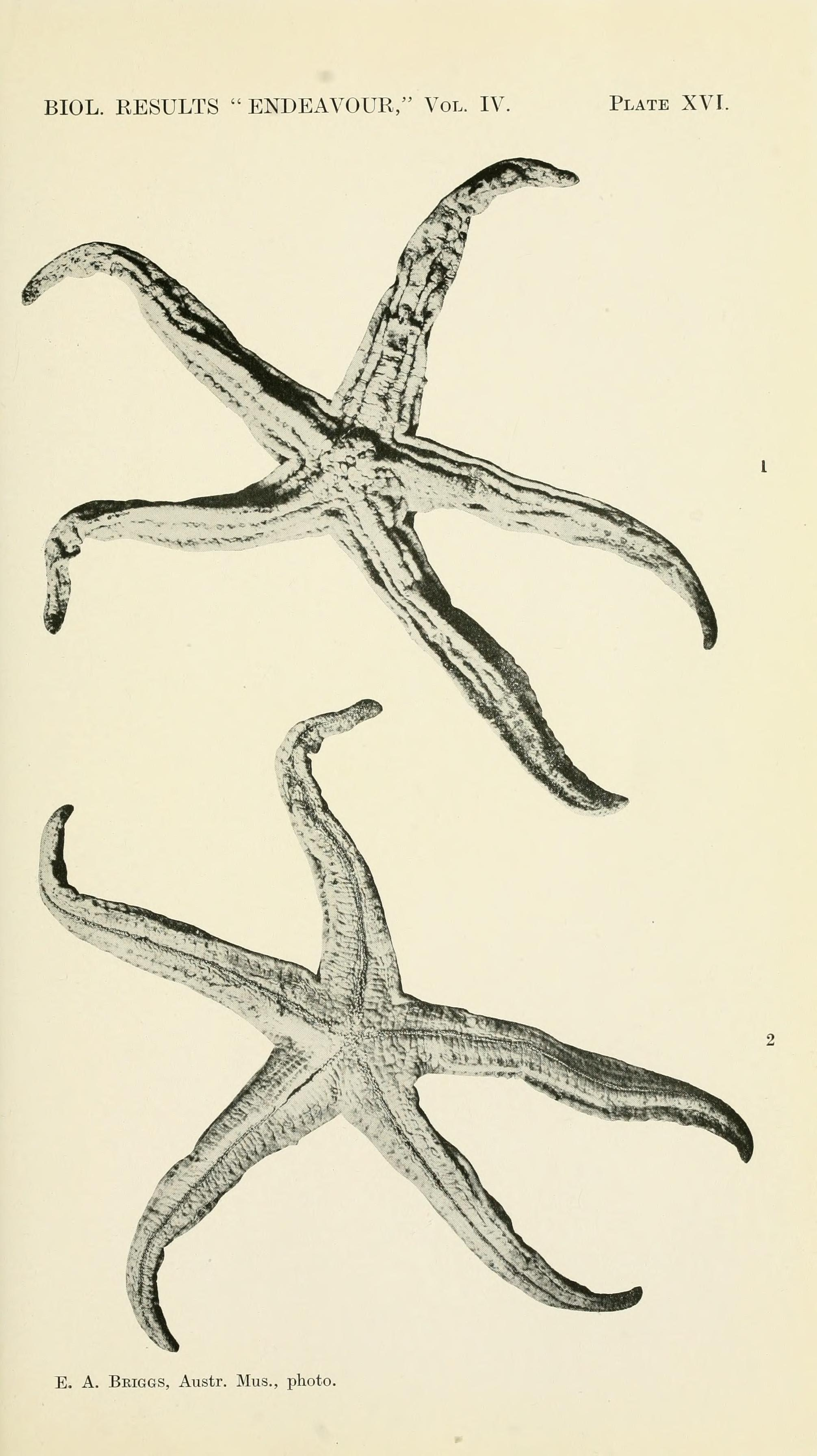
Pseudophidiaster rhysus